# Brunnstorps naturreservat
Brunnstorp är ett naturreservat i Nydala socken i Värnamo kommuner i Jönköpings län.
Området avsattes som naturreservat år 2009 och är 107 hektar stort. Det är beläget väster om sjön Rusken och är en del av ett gammalt herrgårdslandskap med trädklädda betesmarker med jätteträd, ädellövskogar, åkerlyckor och betesmarker.

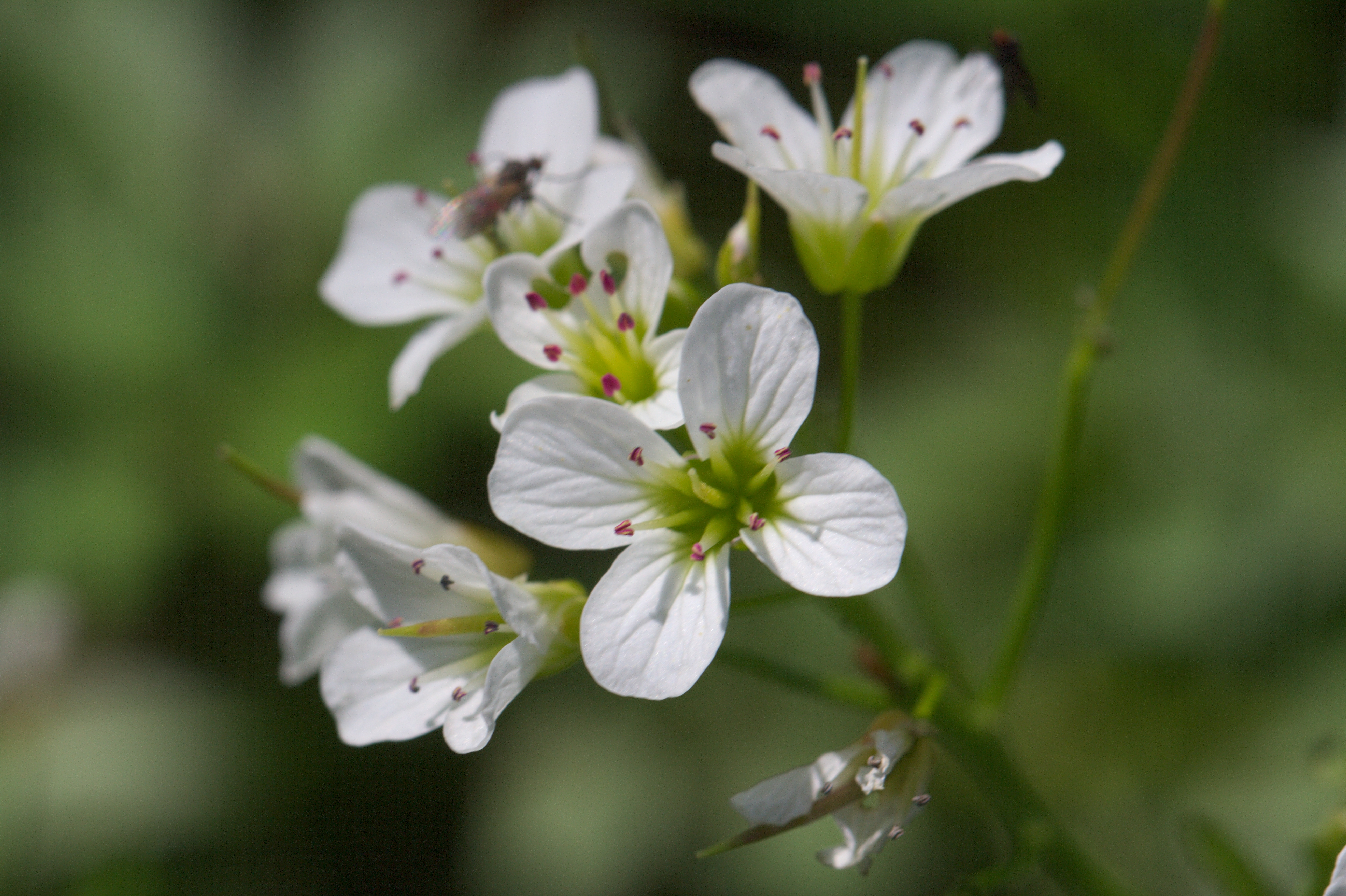
Bäckbräsma

Hundratals grova och gamla träd har stor betydelse för fauna och flora. De ovanliga arterna oxtungssvamp, almlav och lunglav finns på ek i naturreservatet. I området har man registrerat skalbaggsarter som ädelguldbagge, ekbrunbagge och smalknäppare.
Centralt i naturreservatet finns en sumpskog och genom reservatet löper små bäckar. Längs dessa växer gullpudra, missne och bäckbräsma. Där finns även gott om död ved och man kan finna ovanliga arter som grön sköldmossa, långfliksmossa, stubbspretmossa och källpraktmossa.